# 2007 في سويسرا
فيما يلي قوائم الأحداث التي وقعت خلال عام 2007 في سويسرا.

## سياسة

### تعيين في المنصب
- 3 ديسمبر – ايفون جيلي عضو المجلس الوطني السويسري ‏.
- 3 ديسمبر – ديديي بوركالتر عضو مجلس الولايات السويسري ‏.
- 3 ديسمبر – مارليس بانزيغر عضو المجلس الوطني السويسري ‏.

### انتهاء فترة المنصب
- 2 ديسمبر – ديديي بوركالتر عضو المجلس الوطني السويسري ‏.
- 2 ديسمبر – كريستين برونر عضو مجلس الولايات السويسري ‏.

## رياضة
- 6 مايو – طواف روماندي 2007 الفائزون توماس ديكر، باولو سافولديلي، أندري كاشيتشكين.
- 24 يونيو – طواف سويسرا 2007 الفائزون ستيجن ديفولدير، دانيلي بيناتي، كيم كيرشن، فلاديمير كاربتس، فلاديمير جوسيف.

## وفيات

### يناير
- 28 يناير – كارلو كليريسي (مواليد 1929) دراج سويسري.

### فبراير
- 25 فبراير – سيزار كيسر (مواليد 1925)

### مارس
- 26 مارس – هاينز شيلر (مواليد 1930)

### ديسمبر
- 6 ديسمبر – كيتي فرينش (مواليد 1983)